# Caro Emerald

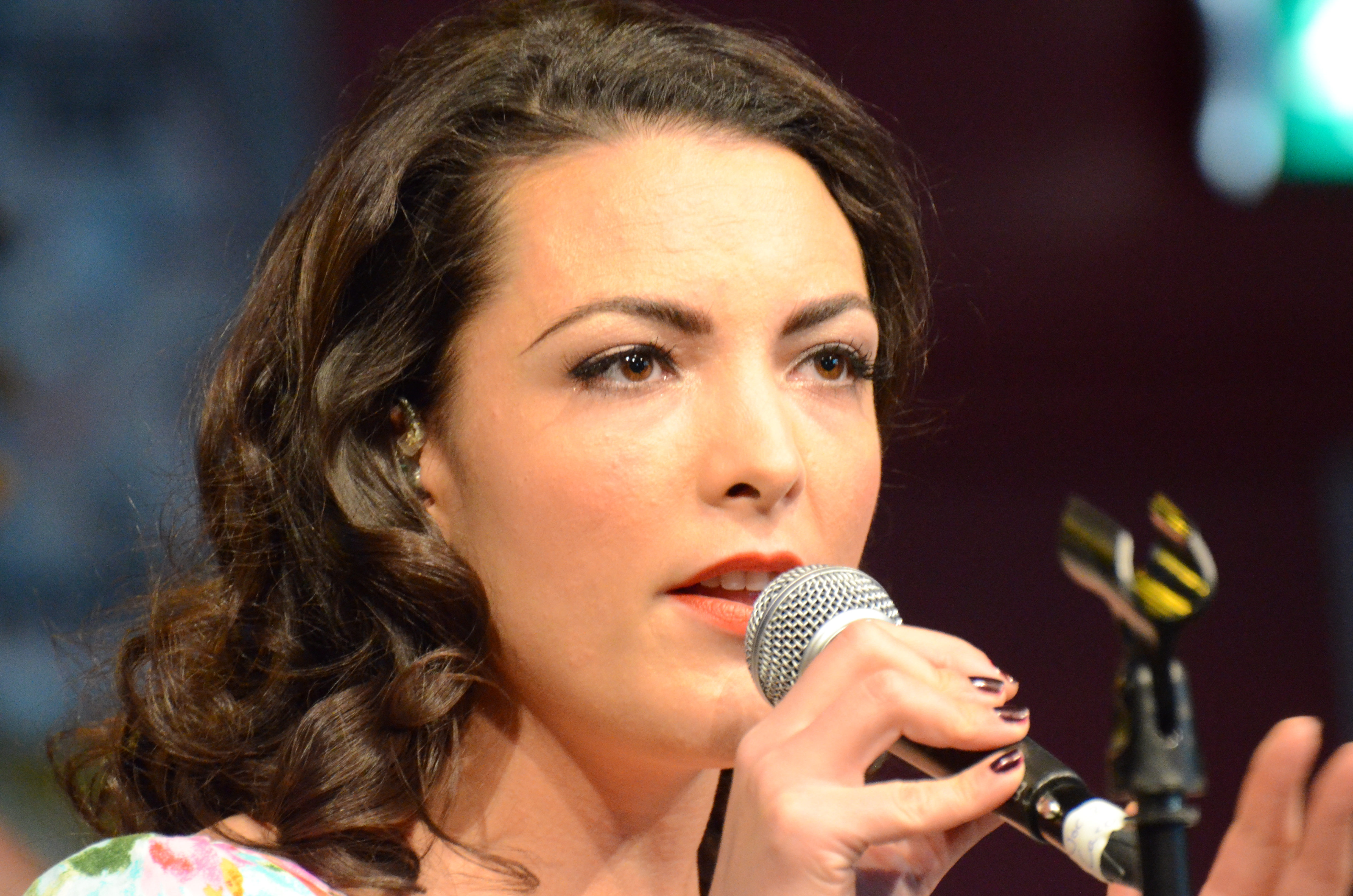
Caro Emerald (2013)

Caro Emerald (* 26. April 1981 als Caroline Esmeralda van der Leeuw in Amsterdam) ist eine niederländische Pop- und Jazzsängerin. Ihr größter Erfolg war 2009 A Night Like This aus dem Album Deleted Scenes from the Cutting Room Floor.

## Karriere
Emerald studierte am Musikkonservatorium von Amsterdam Jazzgesang und machte 2005 ihren Abschluss. 2007 sprang sie als Ersatz für Demoaufnahmen des Songs Back It Up der Produzenten David Schreurs und Jan van Vieringen und des kanadischen Songwriters Vince Degiorgio ein. Später verwendete Emerald das Lied auch bei ihren eigenen Auftritten. 

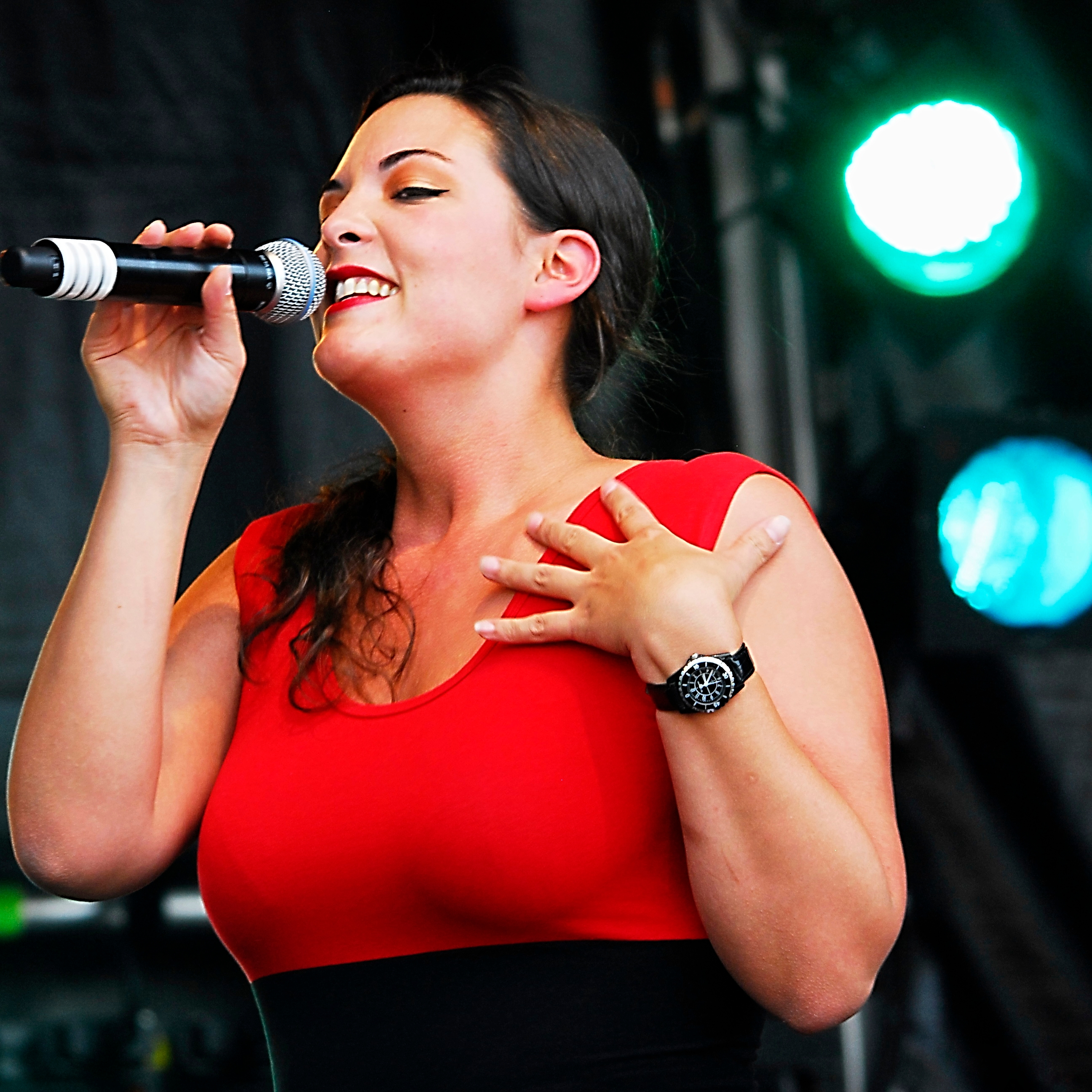
Caro Emerald (2008)

Ein Auftritt bei einem Regionalsender machte sie 2008 bekannt, und sie stellte daraufhin ein selbst gedrehtes Video bei YouTube ein, das ihre Popularität weiter steigerte. Schließlich gründeten Schreurs und van Vieringen ein eigenes Label und nahmen zusammen mit Emerald unter Mitarbeit von Degiorgio ein Album auf, das sich musikalisch am Swing-Jazz mit Tango- und Mambo-Rhythmen aus den 1940er und 1950er Jahren orientierte.
Im Sommer 2009 erschien ihre Debütsingle Back It Up, die ihr einen ersten Charthit in ihrer Heimat bescherte. Zum Jahresende folgte die zweite Single A Night Like This. Bis zum Erscheinen ihres Debütalbums stieg das Lied in die Top 10 und erreichte schließlich Platz 2 der Nederlandse Top 40. Das Album Deleted Scenes from the Cutting Room Floor stieg in den Niederlanden auf Platz 1 der Albumcharts ein. Mit Unterbrechungen hielt es sich 30 Wochen an der Chartspitze und damit länger als irgendein Album zuvor in den Niederlanden. Es wurde mit Sechsfach-Platin für mehr als 300.000 verkaufte Exemplare ausgezeichnet. Im September 2009 erschienen Debütsingle und Album in Belgien, im Oktober 2010 in Deutschland, wo sie sich jeweils ebenfalls in den Charts platzieren konnte.
Bei den MTV Europe Music Awards 2010 gewann sie die Zuschauerwahl zum besten Künstler des Jahres in den Niederlanden und Belgien.  In den Niederlanden gewann sie 2010 die Zilveren Harp (de: Silberne Harfe), welche an vielversprechende Newcomer verliehen wird.
Mit ihrer Single A Night Like This konnte sie im April 2011 in Österreich einen Nummer-eins-Hit landen. In Deutschland stieg der Song bis auf Platz vier in der Hitparade. 2012 wurde sie mit der Goldenen Kamera in der Kategorie Beste Musik International ausgezeichnet. 
Im Frühjahr 2013 erschien ihr Album The Shocking Miss Emerald. Im September desselben Jahres teilte Emerald mit, dass die Konzerte, die im März in Großbritannien geplant waren, verschoben werden, da sie schwanger sei. Im März 2014 wurde sie Mutter einer Tochter. 2017 folgte eine weitere Tochter. Seit Anfang 2023 veröffentlicht Emerald unter ihrem neuen Alter Ego The Jordan.

## Diskografie

### Studioalben
| Jahr | Titel                                      | Höchstplatzierung, Gesamtwochen, AuszeichnungChartplatzierungen (Jahr, Titel, Platzierungen, Wochen, Auszeichnungen, Anmerkungen) | Höchstplatzierung, Gesamtwochen, AuszeichnungChartplatzierungen (Jahr, Titel, Platzierungen, Wochen, Auszeichnungen, Anmerkungen) | Höchstplatzierung, Gesamtwochen, AuszeichnungChartplatzierungen (Jahr, Titel, Platzierungen, Wochen, Auszeichnungen, Anmerkungen) | Höchstplatzierung, Gesamtwochen, AuszeichnungChartplatzierungen (Jahr, Titel, Platzierungen, Wochen, Auszeichnungen, Anmerkungen) | Höchstplatzierung, Gesamtwochen, AuszeichnungChartplatzierungen (Jahr, Titel, Platzierungen, Wochen, Auszeichnungen, Anmerkungen) | Anmerkungen                           |
| Jahr | Titel                                      | DE | AT | CH | UK | NL | Anmerkungen                           |
| ---- | ------------------------------------------ | --- | --- | --- | --- | --- | ------------------------------------- |
| 2010 | Deleted Scenes from the Cutting Room Floor | DE5 Platin · (66 Wo.)DE | AT3 Gold · (38 Wo.)AT | CH10 Gold · (34 Wo.)CH | UK4 Platin · (64 Wo.)UK | NL1 ×6Sechsfachplatin · (176 Wo.)NL                                                                                               | Erstveröffentlichung: 29. Januar 2010 |
| 2013 | The Shocking Miss Emerald                  | DE3 (16 Wo.)DE | AT3 (11 Wo.)AT | CH3 (19 Wo.)CH | UK1 Gold · (50 Wo.)UK | NL1 Platin · (97 Wo.)NL | Erstveröffentlichung: 3. Mai 2013     |

### Livealben
| Jahr | Titel                                                | Höchstplatzierung, Gesamtwochen, AuszeichnungChartplatzierungen (Jahr, Titel, Platzierungen, Wochen, Auszeichnungen, Anmerkungen) | Höchstplatzierung, Gesamtwochen, AuszeichnungChartplatzierungen (Jahr, Titel, Platzierungen, Wochen, Auszeichnungen, Anmerkungen) | Höchstplatzierung, Gesamtwochen, AuszeichnungChartplatzierungen (Jahr, Titel, Platzierungen, Wochen, Auszeichnungen, Anmerkungen) | Höchstplatzierung, Gesamtwochen, AuszeichnungChartplatzierungen (Jahr, Titel, Platzierungen, Wochen, Auszeichnungen, Anmerkungen) | Höchstplatzierung, Gesamtwochen, AuszeichnungChartplatzierungen (Jahr, Titel, Platzierungen, Wochen, Auszeichnungen, Anmerkungen) | Anmerkungen                                                    |
| Jahr | Titel                                                | DE | AT | CH | UK | NL | Anmerkungen                                                    |
| ---- | ---------------------------------------------------- | --- | --- | --- | --- | --- | -------------------------------------------------------------- |
| 2011 | Live in Concert at the Heineken Music Hall Amsterdam | — | — | — | — | NL51 (2 Wo.)NL | Erstveröffentlichung: 20. Mai 2011 mit The Grandmono Orchestra |
| 2011 | Deleted Scenes from the Cutting Room Floor – Live    | — | AT65 (1 Wo.)AT | — | — | — | Erstveröffentlichung: 2011 mit The Grandmono Orchestra         |

### EPs
| Jahr | Titel          | Höchstplatzierung, Gesamtwochen, AuszeichnungChartplatzierungen (Jahr, Titel, Platzierungen, Wochen, Auszeichnungen, Anmerkungen) | Höchstplatzierung, Gesamtwochen, AuszeichnungChartplatzierungen (Jahr, Titel, Platzierungen, Wochen, Auszeichnungen, Anmerkungen) | Höchstplatzierung, Gesamtwochen, AuszeichnungChartplatzierungen (Jahr, Titel, Platzierungen, Wochen, Auszeichnungen, Anmerkungen) | Höchstplatzierung, Gesamtwochen, AuszeichnungChartplatzierungen (Jahr, Titel, Platzierungen, Wochen, Auszeichnungen, Anmerkungen) | Höchstplatzierung, Gesamtwochen, AuszeichnungChartplatzierungen (Jahr, Titel, Platzierungen, Wochen, Auszeichnungen, Anmerkungen) | Anmerkungen                        |
| Jahr | Titel          | DE | AT | CH | UK | NL | Anmerkungen                        |
| ---- | -------------- | --- | --- | --- | --- | --- | ---------------------------------- |
| 2017 | Emerald Island | — | — | — | — | NL40 (2 Wo.)NL | Erstveröffentlichung: 6. März 2017 |

Weitere EPs
- 2017: MO x Caro Emerald By Grandmono

### Singles
| Jahr | Titel Album                                                  | Höchstplatzierung, Gesamtwochen, AuszeichnungChartplatzierungen (Jahr, Titel, Album, Platzierungen, Wochen, Auszeichnungen, Anmerkungen) | Höchstplatzierung, Gesamtwochen, AuszeichnungChartplatzierungen (Jahr, Titel, Album, Platzierungen, Wochen, Auszeichnungen, Anmerkungen) | Höchstplatzierung, Gesamtwochen, AuszeichnungChartplatzierungen (Jahr, Titel, Album, Platzierungen, Wochen, Auszeichnungen, Anmerkungen) | Höchstplatzierung, Gesamtwochen, AuszeichnungChartplatzierungen (Jahr, Titel, Album, Platzierungen, Wochen, Auszeichnungen, Anmerkungen) | Höchstplatzierung, Gesamtwochen, AuszeichnungChartplatzierungen (Jahr, Titel, Album, Platzierungen, Wochen, Auszeichnungen, Anmerkungen) | Anmerkungen                             |
| Jahr | Titel Album                                                  | DE | AT | CH | UK | NL | Anmerkungen                             |
| ---- | ------------------------------------------------------------ | --- | --- | --- | --- | --- | --------------------------------------- |
| 2009 | Back It Up Deleted Scenes from the Cutting Room Floor        | DE70 (5 Wo.)DE | — | — | — | NL12 (12 Wo.)NL | Erstveröffentlichung: 6. Juli 2009      |
| 2009 | A Night Like This Deleted Scenes from the Cutting Room Floor | DE4 Platin · (49 Wo.)DE | AT1 Gold · (29 Wo.)AT | CH9 Platin · (28 Wo.)CH | UK65 (4 Wo.)UK | NL2 (26 Wo.)NL | Erstveröffentlichung: 11. Dezember 2009 |
| 2010 | That Man Deleted Scenes from the Cutting Room Floor          | — | — | — | UK84 (3 Wo.)UK | NL22 (8 Wo.)NL | Erstveröffentlichung: 14. Mai 2010      |
| 2010 | Stuck Deleted Scenes from the Cutting Room Floor             | DE41 (15 Wo.)DE | AT42 (2 Wo.)AT | — | — | NL6 (19 Wo.)NL | Erstveröffentlichung: 15. Oktober 2010  |
| 2011 | Riviera Life Deleted Scenes from the Cutting Room Floor      | — | — | — | — | NL18 (12 Wo.)NL | Erstveröffentlichung: 15. April 2011    |
| 2013 | Tangled Up The Shocking Miss Emerald                         | DE81 (1 Wo.)DE | — | — | UK77 (2 Wo.)UK | NL16 (13 Wo.)NL | Erstveröffentlichung: 18. Februar 2013  |
| 2013 | Liquid Lunch The Shocking Miss Emerald                       | — | — | — | UK70 (3 Wo.)UK | — | Erstveröffentlichung: 21. Mai 2013      |

Weitere Singles
- 2015: Quicksand
- 2020: Wake Up Romeo

### Videoalben
| Jahr | Titel      | Höchstplatzierung, Gesamtwochen, AuszeichnungChartsChartplatzierungen (Jahr, Titel, Platzierungen, Wochen, Auszeichnungen, Anmerkungen) | Anmerkungen                            |
| Jahr | Titel      | UK | Anmerkungen                            |
| ---- | ---------- | --- | -------------------------------------- |
| 2017 | In Concert | UK2 (17 Wo.)UK | Erstveröffentlichung: 10. Februar 2017 |

## Auszeichnungen für Musikverkäufe
| Silberne Schallplatte - Europa (Impala) - 2011: für die Single A Night Like This Goldene Schallplatte - Italien - 2011: für die Single A Night Like This - 2011: für die Single Back It Up - 2013: für die Single Tangled Up - 2014: für die Single Stuck Platin-Schallplatte - Europa (IFPI) - 2011: für das Album Deleted Scenes from the Cutting Room Floor - Europa (Impala) - 2016: für das Album The Shocking Miss Emerald | 3× Platin-Schallplatte - Polen - 2011: für das Album Deleted Scenes from the Cutting Room Floor Diamantene Schallplatte - Europa (Impala) - 2011: für das Album Deleted Scenes from the Cutting Room Floor |

Anmerkung: Auszeichnungen in Ländern aus den Charttabellen bzw. Chartboxen sind in ebendiesen zu finden.
| Land/RegionAuszeichnungen für Musikverkäufe (Land/Region, Auszeichnungen, Verkäufe, Quellen) | Silber  | Gold     | Platin       | Diamant  | Verkäufe    | Quellen           |
| -------------------------------------------------------------------------------------------- | ------- | -------- | ------------ | -------- | ----------- | ----------------- |
| Deutschland (BVMI)                                                                           | —       | —        | 2× Platin2   | —        | 400.000     | musikindustrie.de |
| Europa (IFPI)                                                                                | —       | —        | Platin1      | —        | (1.000.000) | ifpi.org          |
| Europa (Impala)                                                                              | Silber1 | —        | Platin1      | Diamant1 | (620.000)   | Einzelnachweise   |
| Italien (FIMI)                                                                               | —       | 4× Gold4 | —            | —        | 60.000      | fimi.it           |
| Niederlande (NVPI)                                                                           | —       | —        | 7× Platin7   | —        | 350.000     | nvpi.nl           |
| Österreich (IFPI)                                                                            | —       | 2× Gold2 | —            | —        | 25.000      | ifpi.at           |
| Polen (ZPAV)                                                                                 | —       | —        | 3× Platin3   | —        | 60.000      | olis.pl           |
| Schweiz (IFPI)                                                                               | —       | Gold1    | Platin1      | —        | 45.000      | hitparade.ch      |
| Vereinigtes Königreich (BPI)                                                                 | —       | Gold1    | Platin1      | —        | 400.000     | bpi.co.uk         |
| Insgesamt                                                                                    | Silber1 | 8× Gold8 | 16× Platin16 | Diamant1 |             |                   |

## Auszeichnungen
- 2012 Goldene Kamera Beste Musik International
- 2012 Echo Newcomer des Jahres (International)
- 2011 European Border Breakers Award (EBBA)
- 2010 Zilveren Harp; niederländischer Musikpreis